# 美國酒店

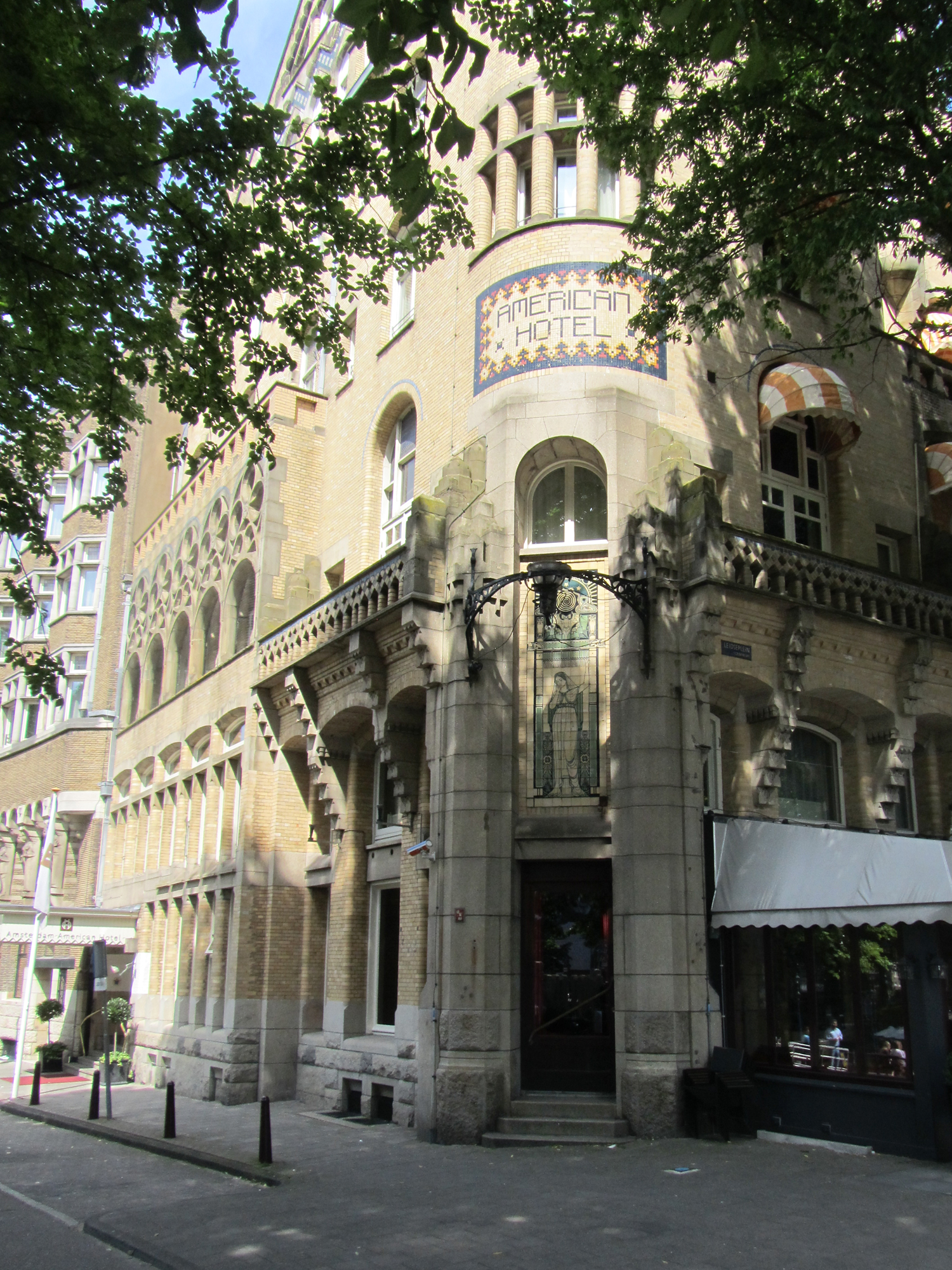
美國酒店

美國酒店（American Hotel）是位於荷蘭阿姆斯特丹萊頓廣場的一座酒店。

## 历史
這座酒店修建於1898年至1900年，外觀呈貝拉罕風格。1927年至1928年期間，美國酒店進行了擴建。擴建部分和咖啡館都是荷蘭的國家遺產。

## 外部連結
- American Hotel Amsterdam （页面存档备份，存于）

52°21′50″N 4°52′53″E / 52.36389°N 4.88139°E